# Fort Washakie (Wyoming)
Fort Washakie es un lugar designado por el censo ubicado en el condado de Fremont en el estado estadounidense de Wyoming. En el año 2010 tenía una población de 1.759 habitantes y una densidad poblacional de 32.45 personas por km².

## Geografía
Fort Washakie se encuentra ubicado en las coordenadas 43°0′24.73″N 108°55′13.58″O / 43.0068694, -108.9204389. Según la Oficina del Censo, la localidad tiene un área total de 54,2 km² (20,9 mi²), de la cual 54,2 km² (20,9 mi²) es tierra y 0 km² (0 mi²) (0.0%) es agua.

### Localidades adyacentes
El siguiente diagrama muestra a las localidades en un radio de 60 kilómetros (37,3 mi) de Fort Washakie.

## Demografía
En el 2000 la renta per cápita promedia del hogar era de $18.906, y el ingreso promedio para una familia era de $20.658. El ingreso per cápita para la localidad era de $7.700. En 2000 los hombres tenían un ingreso per cápita de $23.295 contra $22.885 para las mujeres. Alrededor del 42.70% de la población estaba bajo el umbral de pobreza nacional.